# Ark: Survival Evolved
Ark: Survival Evolved (стилизовано као АРК) је акционо-авантуристичка видео игра за преживљавање из 2017. коју је развио Studio Wildcard. У игри, играчи морају да преживе заглављени на једној од неколико мапа испуњених лутајућим диносаурусима, измишљеним чудовиштима и другим праисторијским животињама, природним опасностима и потенцијално непријатељским људским играчима.
Игра се игра из перспективе трећег или првог лица, а отвореним светом се креће пешице или јашући праисторијску животињу. Играчи могу да користе ватрено и импровизовано оружје за одбрану од непријатељских људи и створења, са могућношћу изградње база као одбране на земљи и на неким створењима. Игра има опције за једног играча и за више играча. Мултиплејер омогућава могућност формирања племена чланова на серверу. Максималан број пријатеља из племена варира од сваког сервера. У овом режиму сви припитомљени диносауруси и грађевинске структуре се обично деле између чланова. Постоји PvE режим где се играчи не могу борити једни против других.
Развој је почео у октобру 2014. године, где је први пут објављен на компјутеру као наслов за рани приступ средином 2015. године. Развојни тим је спровео истраживање физичког изгледа животиња, али је узео креативну лиценцу за потребе играња. Instinct Games, Efecto Studios и Virtual Basement су ангажовани да олакшају развој игре. Игра је објављена у августу 2017. за Плејстејшн 4, Xbox One, Мајкрософт Виндовс, OS X и Линукс, са верзијама за Андроид, IOS и Нинтендо Свич 2018. године и верзијом за Google Stadia 2021. године.
Ark: Survival Evolved је добио генерално помешане критике, са критикама због своје „кажњавајуће“ тежине, ослањања на grinding и проблема са перформансама, посебно на верзији за Нинтендо Свич. Неколико проширења игре је објављено као садржај за преузимање. Игра је родила две спин-оф игре у марту 2018. — игру виртуелне реалности Ark Park и песковну игру за преживљавање PixARK — и две пратеће апликације: A-Calc у октобру 2015. и Dododex у августу 2017.

## Играње
Ark: Survival Evolved је акционо-авантуристичка игра за преживљавање смештена у окружење отвореног света са динамичним циклусом дан-ноћ и игра се из перспективе трећег или првог лица. Да би преживели, играчи морају успоставити базу, са ватром и оружјем; додатне активности, као што су припитомљавање и храњење диносауруса, захтевају више ресурса. Свет игре, познат као "Ark", има отприлике 48 km2 (19 sq mi) у величини: има их око 36 km2 (14 sq mi) земљишта са 12 km2 (4,6 sq mi) океана.
Постоји доста створења која насељавају свет Ark. У раним верзијама игре, скоро сва створења су била прави диносауруси и друга праисторијска створења, међутим, како је прича напредовала, додавана су митска бића као што су виверна, грифон, голем и феникс. Како су експанзије објављене, потпуно оригинална створења, као што су Каркинос и Велонасаур, такође су ушла у игру, као и оригинална роботска створења као што су Енфорсер и Скаут.
Једна од примарних механика игре је припитомљавање створења. Већину створења играч може укротити, али нека, као што су Meganeura или Titanomyrma, не могу. Метода припитомљавања варира од створења до створења. Већина створења су „насилна“ припитомљена, што значи да играчи морају да нокаутирају створење помоћу пројектила за смирење као што су стрелице за смирење или коришћењем тупим оружјем, као што је тољага. Често ће играчи морати да држе диносауруса под седативима током припитомљавања. Неким диносаурусима је потребно више времена да се припитоме од других, стога им је потребно више наркотика. Играчи могу да користе наркобобице, или да праве наркотике од наркобобица и поквареног меса. Када је нокаутиран, играч мора нахранити створење које воли храну, као што је бобице за биљоједе или сирово месо за месождере. Различита храна помаже припитомљавању животиња различитим брзинама. Већина створења се најефикасније – и најбрже – припитомљава храном која се зове Kibble, што је предмет направљен од јаја другог створења. Нека створења се могу припитомити и пасивно, тако што ће им се приближити и пажљиво им дати храну. Једном када је створење припитомљено, оно ће следити команде играча који га је припитомио. Такође, већина створења се може јахати и стога омогућава играчу да искористи способности створења, као што су лет или брзо кретање под водом. Када јашу на одређеним створењима, играчи ће можда и даље моћи да користе оружје. Такође се могу користити за ношење предмета, а играчи могу да им издају офанзивне и одбрамбене команде; на пример, чопор Утахраптора може бити додељен за одбрану базе, или се групи Трицератопса може наредити да нападне непријатељску базу. Нека од већих створења, као што су Бронтосаурус или Мосасаурус, могу имати платформу за изградњу постављену на леђа, дајући играчима мобилну, иако малу, базу.  У игри се налазе и разне друге животиње, као што су додо, сабљозуби тигар, вунасти мамут, Меганеура, Титаномирма и Доедицурус. Свако створење у игри има живе екосистеме и хијерархију предатора.
Играчи морају да прате различите мере, као што су здравље, издржљивост, кисеоник, глад, жеђ и "тежина", или колико могу да понесу. Ако играчи претрпе штету, њихов мерач здравља ће се постепено регенерисати ако су конзумирали потребну храну или ако праве предмете који регенеришу мерач здравља бржим темпом. У супротном, играчево здравствено стање ће се постепено регенерисати током времена.  Играчи могу стећи искуство прикупљањем материјала, прављењем, убијањем или откривањем истраживачких белешки. Када играч стекне довољно искуства, добиће поен на нивоу, који се може потрошити на побољшање једне од играчевих статистика, која укључује максимално здравље, максималну издржљивост, максималан кисеоник, максималан мерач хране, максималан мерач воде, максималну тежину ношења, мелеу оштећење, брзина кретања и брзина израде. Од јуна 2020., максимални ниво играча је 105, додатних 60 нивоа који се добијају победом над шефовима на крају игре, 5 стечених подизањем чибија (козметички љубимац добијен кроз догађај у игри) и 10 додатних нивоа добијањем све белешке истраживача кроз основну игру и сав DLC. Припитомљена створења такође могу да стекну искуство и бодове нивоа, који се могу потрошити на сличне статистике. Створења се појављују у игри на нивоима у распону од 1 до 150, а када се припитоме, могу да стекну до 75 нивоа више стицањем искуства. Постоје и диносауруси који се могу укротити на вишем нивоу, тек диносауруси. Они се покрећу на максималном нивоу од 180. Постоје специфичне врсте створења, на пример, Рок Дрејк или варијанте Виверн, која су у стању да се мријесте до нивоа 190, али су неукротива у дивљини и уместо тога се морају излећи из свог јајета.
Играчи могу да граде структуре широм света. Да би изградили базу, играчи морају набавити компоненте структуре—као што су подови, врата и прозори изграђени од ресурса који су разбацани широм света—које се зарађују како напредују и добијају нивое, а затим сакупе неопходне материјале да их направе. Ове компоненте се затим могу израдити и поставити у свет. Играчи могу креирати било коју структуру, све док имају логистику и ресурсе; конструктивни интегритет објекта је нарушен када су стубови и темељи уништени. Структуре се могу градити од различитих слојева материјала, са бољим нивоима који пружају већу заштиту, али коштају више ресурса за стварање. Играчи почињу стварањем структура од сламе, затим прелазе на дрво, камен, метал и на крају на тек, футуристички материјал који се користи у касним играма. Постоје и стаклене структуре које се могу користити за добијање ефекта стаклене баште на биљкама које се узгајају унутра. Адоб структуре блокирају топлоту споља за идеалну температуру у згради. Играчи такође могу да праве предмете у игри, као што је оружје, прикупљањем ресурса и технологије потребне за израду.  Поред тога, играчи могу израдити и причврстити додатке на своје оружје, као што су нишан или батеријска лампа за пиштољ или јуришну пушку.

## Развој
Прелиминарни рад на Арк: Сурвивал Еволвед почео је у октобру 2014. Studio Wildcard, тим из Сијетла који стоји иза игре, кооптирао је египатског програмера Instinct Games да олакша развој; Efecto Studios и Virtual Basement су касније помогли развоју. Када је истраживао информације о праисторијским врстама игре, развојни тим је читао „књиге за општу публику“ и онлајн чланке и тражио помоћ од пријатеља који су студирали у областима биолошких наука. Приликом креирања врсте и света, тим је узео креативну лиценцу за потребе играња, иако постоји разлог у игри да су се врсте одвојиле од својих историјских колега. Многи чланови развојног тима били су инспирисани филмовима о диносаурусима као што су Парк из доба јуре и Земља пре времена.
Тим је игри додао карактеристике које ће се свидети свим играчима, за разлику од посебно играча жанра преживљавања, као што је могућност да једноставно истраже острво и да се такмиче против великих шефова (boss), као награду за откривање тајни острва.  Додали су и завршницу којој играчи морају тежити, јер су сматрали да већини игара за преживљавање недостаје коначни циљ. Желели су да „пруже дубину и обим који омогућавају свету да не буде само средство за постизање циља [...] већ и место за истраживање“, рекао је креативни директор Џеси Рапчак.
Игра, коју покреће Unreal Engine 4, садржи „десетине хиљада“ ентитета вештачке интелигенције, каже Рапчак. Такође има подршку за играње виртуелне реалности (ВР); Рапцзак, који има скоро три године искуства са екранима на глави, описао је игру као дизајнирану са ВР-ом од почетка.
Игра је првобитно објављена преко Steam Early Access за Мајкрософт Виндовс 2. јуна 2015. мало пре него што је Свет из доба јуре изашао у биоскоп касније тог месеца. Рапчак је рекао да је пуштање игре заказано да би се искористила „дино грозница“ која је била присутна са скором изласком филма. Игра је накнадно добила рани приступ за Линуксу и OS X 1. јула 2015. и кроз Xbox Game Preview Program за Xbox One 16. децембра 2015.; У почетку Сони није намеравао да дозволи издавање Плејстејшн 4 због недостатка било које врсте програма раног приступа на конзоли, међутим верзија за ПС4 је коначно објављена 6. децембра 2016. Последња верзија је објављена 29. августа 2017. за Мајкрософт Виндовс, Плејстејшн 4 и Xbox One; првобитно је требало да буде објављено у јуну 2016, али је одложено у априлу. Игра је објављена уз подршку за Oculus Rift и PlayStation VR, а верзија за Xbox One је објављена преко ID@Xbox програма. Стандардна верзија је објављена заједно са "Explorer's Edition", које је укључивало сезонску пропусницу са три проширења, и "Collector's Edition", које је укључивало сезонску пропусницу, као и огрлицу, мапу, бележницу, постер развојног тима, дрвено паковање сандука и званични звучни запис игре. Верзије за Андроид и IOS су објављене 14. јуна 2018., а верзија за Нинтендо Свич је објављена 30. новембра 2018. Гугл је најавио Стадиа верзију у октобру 2020., а првобитно је била планирана за почетак 2021.; објављена је 1. септембра  Побољшана верзија игре биће доступна на Xbox Series X и Series S, са већим детаљима, резолуцијом и раздаљином цртања. Ark: Ultimate Survivor Edition за Нинтендо Свич има прерађен порт од стране Grove Street Games и додатне сцене. Заказано је за издавање у септембру 2022. и биће бесплатна надоградња за постојеће власнике Нинтендо Свич верзије.

### Режими игре
Дана 16. марта 2016, режим игре Survival of the Fittest је објављен у раном приступу као бесплатна самостална игра без микротрансакција; требало је да се у потпуности покрене средином 2016, али је на крају поново спојена са главном игром пошто развојни тим није желео да монетизује након њеног издавања и желео је да осигура да модери могу да примене развојни комплет Survival Evolved на креирајте модове за Survival of the Fittest. Биће различитих е-спорт турнира у режиму игре, са наградним фондом од 50.000 УСД. Играчи који су играли Survival of the Fittest пре него што је поново спојен у главну игру могу да наставе да играју игру без додатних трошкова, док нови играчи морају да плате пре него што добију приступ. Биће доступна сваком играчу који купи главну игру.
Дана 25. марта 2019. програмери игара најавили су нови начин играња: Classic PVP. Нови режим игре је постао доступан на компјутеру 2. априла 2019. Ажурирање има за циљ да врати PVP мета назад у млађе дане Арка преко груписаних сервера са ограничењима као што су: нема званичних савеза племена, ограничења величине племена, недостатак еволуционих догађаја, неукротиви Тек диноси, нема приступ Аберацији и садржај изумирања, без Тек енграма и смањено скалирање штете од оружја.

### Експанзије
Studio Wildcard је 1. септембра 2016. објавио плаћени садржај за преузимање (ДЛЦ) Scorched Earth. Проширење укључује нову, пустињску мапу, као и неколико ресурса и предмета на тему пустиње. Такође садржи нова створења, од којих су нека измишљена, као што су Виверн и Rock Elemental (базирани на Голему). Нека од нових створења нису припитомљива, као што је Jug Bug, измишљени инсект налик скакавцу опремљен кесом за складиштење течности на леђима у којој се чувају вода или уље. Scorched Earth има три јединствена временска обрасца: пешчане олује радикално смањују видљивост и исцрпљују издржљивост, прегревање ће испразнити вашу воду много брже од нормалне топлоте и изазвати топлотни удар прилично брзо, док ће електричне олује привремено искључити електричне уређаје и спречити ватрено оружје (и Tek Saddles) од пуцања.
Издавање плаћеног DLC-а за игру која је још увек у раном приступу изазвало је негативну реакцију међу играчима игре, што је резултирало многим негативним критикама на Стиму одмах након објављивања експанзије.
Дана 12. децембра 2017. објављена је плаћена DLC Aberration, додајући нову мапу са подземном/ванземаљском тематиком и 15 нових створења са ванземаљским/подземним темама, као што је пернато створење попут змаја познато као Rock Drake, које је способно да се окреће а његов јахач невидљив. Косац, створење налик ксеноморфу са киселим способностима и репродуктивним циклусом попут "chestbuster". Разарач, псећи грабежљивац без длаке који је способан да се пење уз зип-лајне и винову лозу. И Безимени, чупакабра попут створења која се не могу укротити, већ се понашају као непријатељи. Безимене је тешко убити, али они имају неке слабости, оружје познато као "Charge Lantern" које може да их одбрани и "Light Pets" створења на раменима која слабе Безимене. додају се и нови предмети, као што су куке за пењање и једриличарска одела за навигацију по непријатељском терену. Највећа мапа у погледу површине за играње, Aberration је такође омогућила играчима да наставе причу о Арку и открију више истине о световима Арка.
Дана 6. новембра 2018, треће плаћено проширење DLC-а, Extinction, објавила је Snail Games УСА. Експанзија се дешава на будућој, дистопијској Земљи коју је "Елемент" покварио; разна створења су заражена овим елементом и напашће играча без обзира на њихово нормално понашање. DLC је увео нову механику у игру: PVE догађаји у којима играч мора да брани или падове орбиталног снабдевања из свемира или минералне вене Елемента за плен и ресурсе. Уведена су и нова створења, органска и технолошка, као што су Гасбагс; еволуирани тардиград који се може надувати и избацити гас или полетети. Енфорсер; роботски гуштер који је способан за телепортацију. Коначни шефови (bosses) Extinction-а се зову „Титани“, моћна, џиновска, измишљена створења која су неколико магнитуде већа од било ког другог створења у игри, и која се могу или убити или привремено припитомити.
Дана 25. фебруара 2020. године, четврто плаћено проширење DLC-а, Genesis Part 1, објавила је Snail Games USA. Ово проширење се одвија у симулацији која омогућава играчу да путује до 5 мини мапа. Свака мини мапа ће бити другачији биом. Различити биоми укључују ванземаљско мочвару, велики хладни арктички пејзаж, веома велики океански биом, велики вулкански пакао, дом активног вулкана, и високу орбиту самог свемира са ниском гравитацијом. Нова експанзија додаје нове ресурсе, предмете и 5 нових припитомљивих створења. Ово укључује створења као што је Магмасаур, брадати змај спојен са магмом који може да користи нападе засноване на ватри, као и Ферок, четвороручно створење налик лемуру које се трансформише у већу, агресивнију верзију себе (слично као вукодлак). Током Genesis Part 1, играчи ће открити причу са новим пратиоцем попут вештачке интелигенције, ХЛН-А (Хелена). Genesis DLC додаје нове мисије за играче у свим симулацијама које додељују степеновани плен.
Пета и последња плаћена DLC експанзија, Genesis Part 2, задиркивана је 7. новембра 2020. Објављена је 3. јуна 2021.
Мапа је постављена на масивни Genesis-Ship, колонијални брод који путује кроз дубоки свемир у потрази за новом настањивом планетом за човечанство. Брод има два прстена; на десној страни је правилан прстен испуњен висоравнима, планинама, рекама и водопадима, обезбеђујући све неопходне ресурсе потребне за опстанак. Лева страна је искварени прстен који је аберантна и уврнута ванземаљска слична регија. Експанзија садржи шест нових припитомљивих створења, као што је Shadowmane, хибрид лав /риба лава који може да се телепортује и може да постане невидљив. Ноглин, мало, ванземаљско слично створење које има подељену вилицу која је способна да контролише умове преживелих и других створења. И Страјдер, роботска копитара која има много додатака који се могу користити за жетву или за борбу. Појављују се и нове мисије, оружје и структуре.
За разлику од других мапа, Генесис: Парт 2 је више оријентисан на причу, који прати играча и ХЛН-А (глас му је дала Медлин Маден) који штите Генесис брод од сер Едмунда Роквела (глас Дејвида Тенанта), мутираног преживелог који покушава да преузимање брода колоније за своје намере.

## Пријем
Ark: Survival Evolved је добио „мешовите или просечне” рецензије за верзије за Виндовс, Плејстејшн 4 и Xbox One, док је верзија Свич добила „генерално неповољне” критике, према агрегатору рецензија Метакритик.
У рецензији ТЈ Хафера 7,7/10 на ИГН-у је наведено да „Када се добро забављам у Арку, заиста се добро забављам. Проблем је у томе што су ти тренуци обично један део на сваких девет делова брушења (grinding) и израде – посебно на каснијим технолошким нивоима. Поновити толики посао након неуспелог покушаја шефа је превише кажњавајући, а неки заиста глупи диносауруси могу да поднесу много изазова и осећаја опасности са многих првобитних локација. Међутим, чак и са свим тим хировима, и даље сам гладан да играм више након 60 сати које сам до сада провео. Не постоји много игара за преживљавање које су легитимно задржале моју пажњу толико дуго.“
GameSpot је дао игри оцену 6/10, рекавши: „Овај изванредан осећај за место и расположење је надокнађен огромном тешкоћом свега што морате да урадите, спектакуларном количином времена која је потребна да доживите чак и десетину онога што игра мора да понуда, и случајност смрти која непрестано уништава све што сте изградили." Ијан Бирнбаум из PC Gamer-а дао је игри оцену 72/100, наводећи да је то „надувен, мршав неред, али толико препун опција да је боља игра скривена у њој“.
Критичари су критиковали верзију Свича јер је била значајно смањена како би могла да ради на конзоли, критикована је због ниске резолуције и брзине кадрова, минималног нивоа детаља, замућеног текстурирања, модела ниског полиса, проблема са стабилношћу и времена учитавања. Eurogamer је порт упоредио са „лоше компресованом ЈПЕГ верзијом импресионистичке слике“.

### Продаја
У року од месец дана од објављивања раног приступа на Стиму, Арк је продат у више од милион примерака. До августа 2016. године, игра је имала преко 5,5 милиона продаје на Виндовс и Xbox One, са око 1,5 милиона са Xbox One платформе.
Суоснивач Џеси Рапчак објаснио је да је издавање експанзије Генесис делимично последица неочекиваног тржишног успеха Extinction и сезонске пропуснице, а делимично због његовог уверења да би се прича АРК-а могла проширити.

## Наставак и спин-оф
Две спин-офф игре које су развили Snail Games 'Peacock Studio и Snail Games USA, објављене су у марту 2018: Ark Park, игра виртуелне реалности, и PixARK, игра за преживљавање у сандбоксу.
Наставак, Арк 2, најављен је на додели награда The Game Awards 2020. У игри ће играти Вин Дизел и Аулижи Краваљо. Развијен заједно са Grove Street Games, Арк 2 би требало да уђе у рани приступ за Мајкрософт Виндовс и Xbox Series X/S 2023. Игра ће бити објављена користећи Unreal Engine 5, уместо Unreal Engine 4 који се користио у оригиналној игри.

## Анимирана серија
Анимирана серија заснована на игрици најављена је на The Game Awards 2020. У њему ће наступити Медлин Меден, Мишел Јео, Џерард Батлер, Џефри Рајт, Дејвид Тенант, Зан Мекларнон, Девери Џејкобс, Рага Рагнарс, Елиот Пејџ, Карл Ербан, Малком Макдауел, Дебора Мејлман, Џулијен Милс, Алан Тудик, Рон Јуан, Расел Кроу и Вин Дизел.